# Eulaema napensis
Eulaema napensis är en biart som beskrevs av Oliveira 2006. Eulaema napensis ingår i släktet Eulaema, tribus orkidébin, och familjen långtungebin. Inga underarter finns listade.